# Campeonato de España de Ciclismo en Ruta 1927
El XXVII Campeonato de España de Ciclismo en Ruta se disputó en Barcelona el 30 de octubre de 1927. La prueba se disputó por primera vez en la historia en formato contrarreloj sobre una distancia de 100 kilómetros.
El ganador de la prueba fue el corredor Miguel Mucio, que se impuso por tan solo cinco segundos de diferencia a Telmo García. Francisco Cepeda completó el podio.

## Clasificación final
| Pos. | Ciclista          | Equipo                              | Tiempo    |
| ---- | ----------------- | ----------------------------------- | --------- |
| 1.   | Miguel Mucio      | FC Barcelona/Lázaro López-Puchois   | 3h 06'21" |
| 2.   | Telmo García      | Real Madrid/Pulphi-Hutchinson       | a 5"      |
| 3.   | Francisco Cepeda  | AC Bilbao/Dilecta-Hutchinson        | a 3'01"   |
| 4.   | José María Sans   | C. del Pueblo de Reus/Terrot-Wolber | a 3'28"   |
| 5.   | Luciano Montero   | R. Unión de Irún/Dilecta Hutchinson | a 4'34"   |
| 6.   | Eduardo Fernández | Thoman-Hutchinson                   | a 5'59"   |
| 7.   | Mariano Cañardo   | FC Barcelona/Cataluña Puchois       | a 6'54"   |
| 8.   | Ricardo Montero   | R. Unión de Irún/Dilecta Hutchinson | a 7'07"   |
| 9.   | Manuel Martínez   | FC Barcelona/Lázaro López-Puchois   | a 8'27"   |
| 10.  | Julio Borrás      | US San Andrés/Royal Fabric-Wolber   | a 9'22"   |
| 11.  | José Pons         | US Sans/Royal Fabric/Tolber         | a 11'05"  |
| 12.  | Enrique Aguirre   | R. Unión de Irún/Areli-X.           | a 14'00"  |
| 13.  | Teodoro Monteys   | US San Andrés/Terrot-Wolber         | a 15'00"  |